# غريغور بونيو
غريغور بونيو (بالفرنسية: Gregor Beugnot)‏ مواليد 7 أكتوبر 1957 في فرنسا، هو لاعب كرة سلة فرنسي أصبح مدرباً. يبلغ طوله 6 قدم 4 بوصة (1.9 م). مثّل منتخب بلاده. شارك في مسابقة كرة السلة في الألعاب الأولمبية الصيفية.

## فرق لعب لها
- لو مان سارت باسكت
- ليموج سي إس بي

## روابط خارجية
- غريغور بونيو على موقع الاتحاد الدولي لكرة السلة (الإنجليزية)
- غريغور بونيو على موقع ريلجم (الإنجليزية)
- غريغور بونيو على موقع بروبوليرز (الإنجليزية)
- غريغور بونيو على موقع سبورتس رفرنس (الإنجليزية)
- غريغور بونيو على موقع أوليمبيديا (الإنجليزية)